# Phaner parienti
Phaner parienti är en primat i familjen muslemurer som lever i en mindre region på nordvästra Madagaskar. Populationen listades fram till början av 2000-talet som underart till Phaner furcifer.
Denna primat blir cirka 24 cm lång (huvud och bål), har en ungefär 40 cm lång svans och väger 310 till 410 g. Den har brunaktig päls på ovansidan som är något ljusare jämförd med Phaner furcifer och undersidan är ljusbrun. Den för släktet typiska mörka strimman på ryggens mitt som delar sig på huvudet liksom en gaffel förekommer likaså. Jämförd med Phaner electromontis och Phaner pallescens har arten däremot mörkare päls. Svansens färg är allmänt lika som ovansidans färg och vissa exemplar har en vitaktig svansspets.
Arten vistas i låglandet och i låga bergstrakter upp till 800 meter över havet. Utbredningsområdet är täckt av tropisk fuktig skog. Det är inte mycket känt om primatens levnadssätt men det antas att den har samma beteende som andra arter i släktet Phaner. De är aktiva på natten och klättrar i trädkronorna. Födan utgörs främst av naturgummi.
Liksom andra släktmedlemmar men i motsats till andra lemurider som lever i samma region viftar arten påfallande med huvudet, har allmänt hastiga rörelser och höga läten.
Phaner parienti hotas främst av skogsavverkningar för att etablera jordbruksmark samt av svedjebruk. Primatens kött beskrivs som besk och därför jagas den bara i undantagsfall. I utbredningsområdet förekommer två naturskyddsområden. IUCN listar arten på grund av de nämnda hoten och den begränsade utbredningen som starkt hotad (endangered).